# Buitenlandsaccentsyndroom
Het buitenlandsaccentsyndroom (foreign accent syndrome, FAS) is een zeldzame aandoening waardoor spraakpatronen veranderen. Dit is vaak het geval na een beroerte of een hoofdletsel. Patiënten met FAS verliezen hun eigen accent en in de plaats daarvan neemt hun stem een vreemde toon aan.
Het bekendste verhaal dat deze theorie ondersteunt is het verhaal van Dorothy Eady die aan een val op driejarige leeftijd een andere persoonlijkheid overhield.
Bij FAS is er sprake van een verworven stoornis in de motorische hersenschors en wel in een gebied verantwoordelijk voor de aansturing van de spraakmotoriek (centrum van Broca, frontale kwab, gyrus frontalis inferior).